# Lisette Dufour
Lisette Dufour (født i 1949) er en canadisk tegnefilmsdubber, der er bedst kendt som den franske stemme bag Lisa Simpson i The Simpsons Movie. Hun har også lagt stemme til Pocahontas i filmen Pocahontas og til Lindsay og Sadie i Total Drama Island i den canadiske version.